# Шехтер Данило Абрамович
Данило Абрамович Шехтер (їд. דניאל שעכטער Доніел Ше́хтер, рум. Daniel Şehter — Даніел Шехтер ; 6 січня 1904, Гура Рошіє, Аккерманський повіт, Бессарабська губернія — 3 червня 1991, Москва) — молдавський радянський письменник. Писав молдавською (румунською) та єврейською (їдиш) мовами.

## Біографія
Народився 1904 року в бессарабському селі Гура Рошіє біля Дністровського лиману (нині — село Козацьке Білгород-Дністровського району Одеської області України). Початкову освіту здобув у хедері. Після смерті батьків, Абрама та Шейви Шехтер, у 13-річному віці разом із двома старшими сестрами переїхав до Галаца, де почав працювати у друкарні та продовжував займатися самоосвітою. Брав участь у підпільному революційному русі Румунії та Бессарабії, у Татарбунарському повстанні, був заарештований за поширення нелегальної літератури та ув'язнений до тюрьми Дофтана. 1929 року був ув'язнений у Кишиневі. У роки німецько-радянської війни — перебував на фронті, став інвалід війни . У 1944 році брав участь у відновленні 1-ї Зразкової друкарні в Москві, наступного року переведений до Кишинева, де працював на Поліграфкомбінаті. У 1955—1986 роках — співробітник видавництва «Картя молдовеняске», потім «Література артистике».
Публікуватися почав у довоєнній Бессарабії румунською мовою . Перша збірка оповідань «Мертуріє» (Свідоцтво) вийшла в 1963 році, потім опублікувала ще 6 книг молдавською мовою. На початку 1980-х років почав публікуватися на їдиші в московському часописі «Радиш геймланд», у тому числі була опублікована повість «Історія Джуліо Семо» (1989), «Нові оповідання» (1991), «Незнайомка» та інші оповідання, критичні нотатки. Останні твори були опубліковані посмертно в нью-йоркській газеті на їдиші « Форвертс» (2013, підготовка тексту Мойше Лемстера).
Перекладав з молдавської російською мовою, зокрема п'єси Рахміла Портного.
Член Спілки журналістів та Спілки письменників Молдавської РСР (1976).

## Твори

### Молдавською мовою
- Мэртурие (Свідоцтво, нариси та оповідання). Кишинёв: Картя Молдовеняскэ, 1963.
- Локул и колоанэ (Місце в строю). Кишинёв: Картя Молдовеняскэ, 1966.
- Меседжер ал револуцией (Посланець революції). Кишинёв: Картя Молдовеняскэ, 1968.
- Ынтылнирь (Зустрічі, оповідання). Кишинёв: Картя Молдовеняскэ, 1970.
- Повестирь (Оповідання). Кишинёв: Картя Молдовеняскэ, 1974.
- Паший (Кроки, оповідання). Ілюстрації Едуарда Майденберга. Кишинёв: Литература артистикэ, 1980.
- Scrum fierbinte: Evocări, schiţe, povestiri. Кишинёв: Литература артистикэ, 1990.

- Шабська легенда (оповідання). Кишинів: Картя Молдовеняске, 1971.
- Гарячий попіл (оповідання та нариси). Пров. С. І. Молдован та ін. Кишинев: Література Артистіке, 1978 та 1990.
- Під сузір'ям Стрільця (оповідання, двомовне видання). Художник Едуард Майденберг. Передмова А. Козмеску . Переклад С. І. Молдован та ін. Кишинев: Література Артистіке, 1984.